# Edenkoben
Edenkoben är en stad i Landkreis Südliche Weinstraße i förbundslandet Rheinland-Pfalz i Tyskland.
Staden ingår i kommunalförbundet Verbandsgemeinde Edenkoben tillsammans med ytterligare 15 kommuner.